# Sphaerius acaroides
Sphaerius acaroides (лат.) — вид жесткокрылых насекомых (жуков) из семейства Sphaeriusidae.
Обитают в Европе, в том числе в Великобритании.

## Описание
Мелкие жуки размером 0,5—0,75 мм. Короткоовальный и очень выпуклый по форме, полностью тёмно-коричневый или чёрный, гладкий. Голова, когда она не отведена назад, выделяется относительно большими широко расставленными глазами. Усики 11-члениковые с двумя увеличенными базальными члениками и удлиненной 3-члениковой опушенной булавой. Нотоплевральные швы, расположенные латерально на переднегруди, отчетливы. Видны только три брюшных стернита. Щиток треугольный. Задние тазики расширены в очень большие пластины, которые покрывают первый видимый стернит и бёдра. Ноги короткие, с широкими и плоскими голенями, у которых за выемчатым наружным краем имеется выступающий субапикальный зубец. На внутреннем крае переднего бедра примерно посередине имеется сильный зубец. Формула лапки 3-3-3. Когти неравные. Их часто путают с водяными клещами, что отражено и в названии вида.